# 亚洲真理电台
亚洲真理电台（英语：Radio Veritas Asia，简称RVA）是总部位于菲律宾三描禮士省帕拉維格的天主教广播電台；該電台拥有15种广播语言，並以短波發送信號。2018年6月30日停止短波广播，转型为网络媒体。

## 概况
1961年，开始以圣托马斯大学广播电台的名义广播，最初电台呼号为DZST。
1968年，电台呼号改为DZRV。
1969年4月，开始国际广播。
1969年6月，开始汉语普通话广播，华语广播每日播出4小时。
1970年，日语广播试播。
1980年，韩语广播开播。
1991年12月31日，韩语广播停播。
1992年3月25日，日语广播停播。
2005年2月1日，广东话广播停播。
2018年6月30日，停止短波广播，转型为网络媒体。